# Ридел, Эрнест
Эрнест Ридель (13 июля 1901 года — 26 марта 1983 года) — бывший американский спринт-каноист. Принимал участие в соревнованиях по гребле на байдарках и каноэ с конца 1930-х до конца 1940-х годов.

## Спортивные достижения
Эрнест Ридель — участник в двух летних Олимпийских игр. На летних Олимпийских играх 1936 года в Берлине завоевал бронзовую медаль в дисциплине К-1 10000 метров. Лучшая спортивная форма спортсмена пришлась на годы Второй Мировой войны. В эти годы не состоялись Олимпийские игры, но Ридель принимал участие и побеждал на многочисленных соревнованиях. Всего в эти годы он побеждал на 33-х национальных чемпионатах. На ежегодных соревнованиях по гребле на байдарках и каноэ в Канаде в период между 1923 и 1947 годами Ридель побеждал 18 раз.
На летних Олимпийских играх 1948 года в Лондоне в дисциплине К-1 10000 метров занял двенадцатое место. 
Тренировался в Нью-Йорке в Пендлтон каноэ-клубе (Pendleton Canoe Club).
Уроженец Нью-Йорка, Ридель скончался в Дэйд Каунти, Флорида.